# Dieffenbachstraße
Die Dieffenbachstraße im Berliner Ortsteil Kreuzberg ist nach dem Chirurgen Johann Friedrich Dieffenbach benannt.

## Verlauf
Sie erstreckt sich von der Ecke Planufer am Urbankrankenhaus bis zum Hohenstaufenplatz am Kottbusser Damm. Die Hausnummer 1 trägt das Krankenhaus, die Hausnummern beginnen an der Südseite der Straße fortlaufend bis zum Ende am Hohenstaufenplatz (Nr. 39) und dann wieder am Nordrand zurück bis Nr. 77 gegenüber der Nr. 1.

## Bebauung
Der dominante Neubau des Urbankrankenhauses ist in Waschbeton-Plattenbauweise ausgeführt und wirkt heute als Fremdkörper in der weitgehend vom Zweiten Weltkrieg verschonten Gründerzeitbebauung der Gegend, mit einheitlicher Berliner Traufhöhe. Die Straße ist durchgehend mit Platanen begrünt. Ursprünglich gab es in der Dieffenbachstraße Vorgärten, durch deren Wegfall die Gehwege heute relativ breit sind.

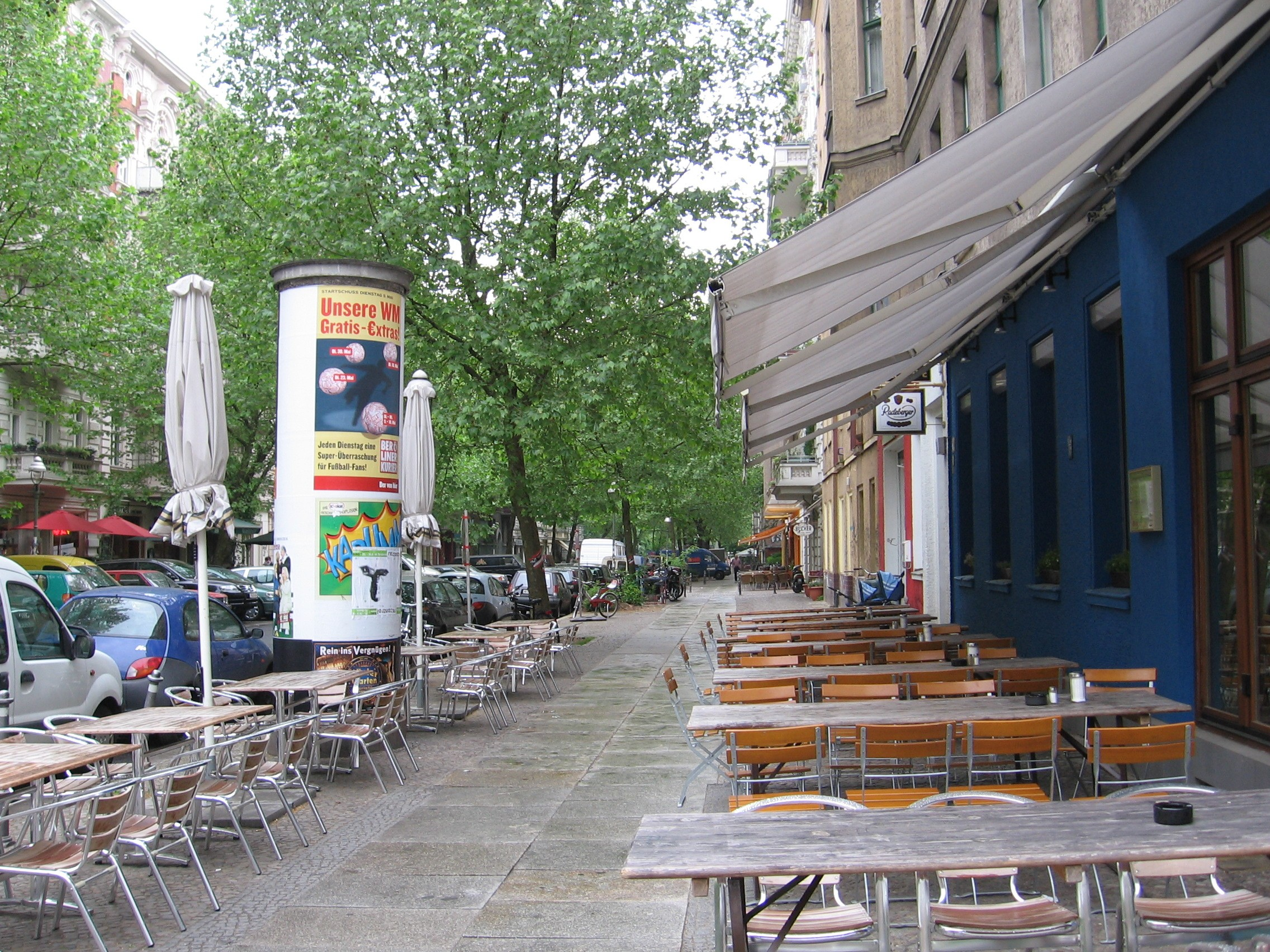
Straßencafés

## Kultur und Soziales

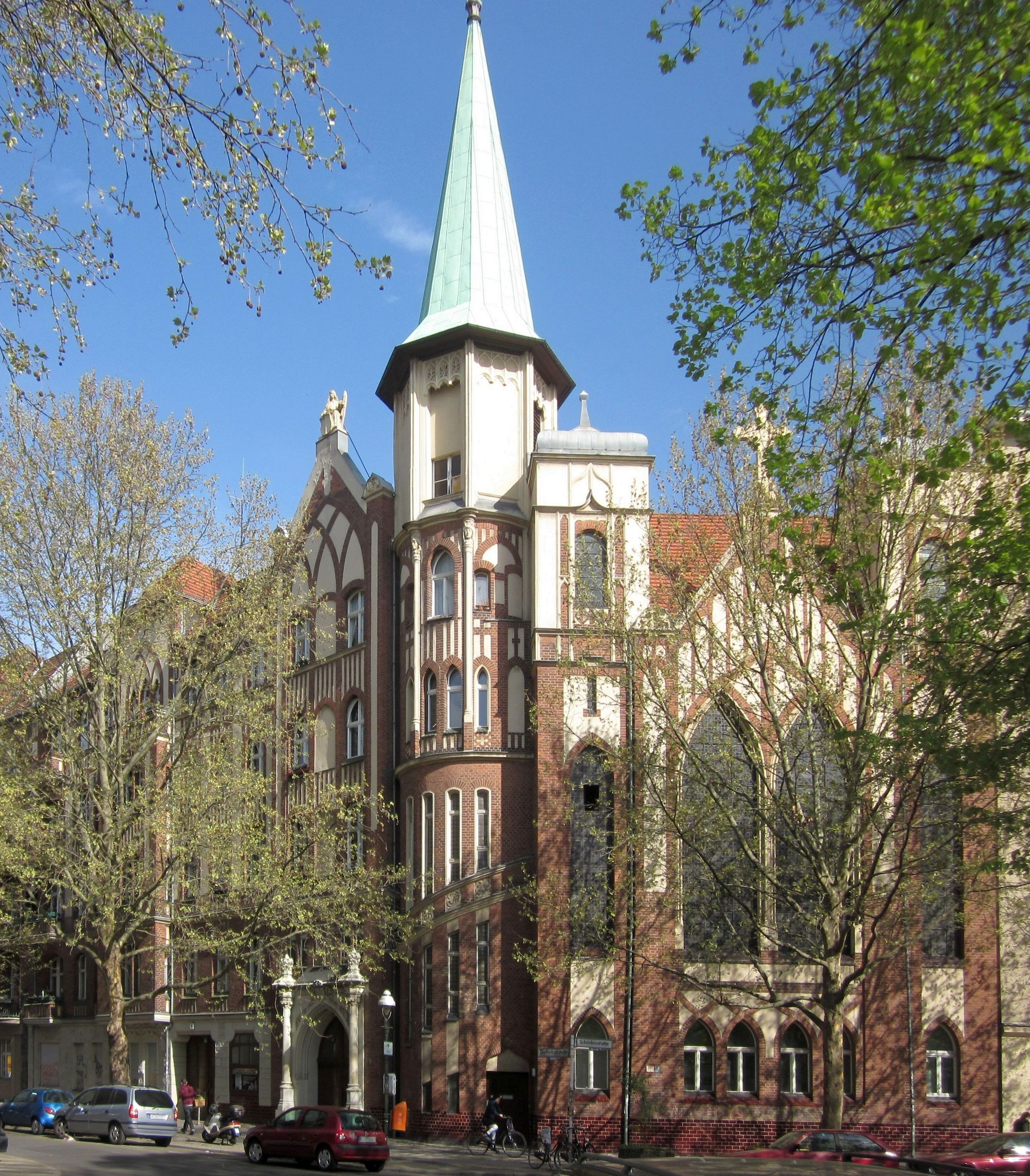
Der 1905–1908 von Georg Pourroy erbaute Komplex aus Christuskirche, Krankenhaus und Altenheim

In der Straße befindet sich außerdem eine Oberschule, die Christuskirche, ein dazugehöriges kleines Krankenhaus und Altersheim. Die Straße ist verkehrsberuhigt und feiert jährlich im August das Graefekiezfest. Außerdem veranstaltet die Berliner Stadtreinigung jährlich Ende April einen sogenannten Sperrgutmarkt am Hohenstaufenplatz.
Der Kinder- und Jugendbuchreihe Rico und Oskar von Andreas Steinhöfel spielt in der Hausnummer 93 samt Hinterhof. Neben der Beschreibung einer „typischen“ Bewohnerstruktur werden die Dachgärten und die nähere Umgebung in die Handlung authentisch übernommen. Der Roman ist 2013 unter dem gleichen Titel verfilmt worden.

## Gedenkorte
Am Haus Nummer 55 befindet sich eine Gedenktafel für den SPD-Politiker und Widerstandskämpfer Franz Karl Meyer und am Haus Nummer 67 für den kroatischen Schriftsteller Vladimir Fran Mažuranić, der hier bis zu seinem Tod 1928 lebte.
In der Dieffenbachstraße befinden sich im Gehwegpflaster 13 Stolpersteine des Künstlers Gunter Demnig, die auf die im Zweiten Weltkrieg von den Nationalsozialisten deportierten Bewohner hinweisen.

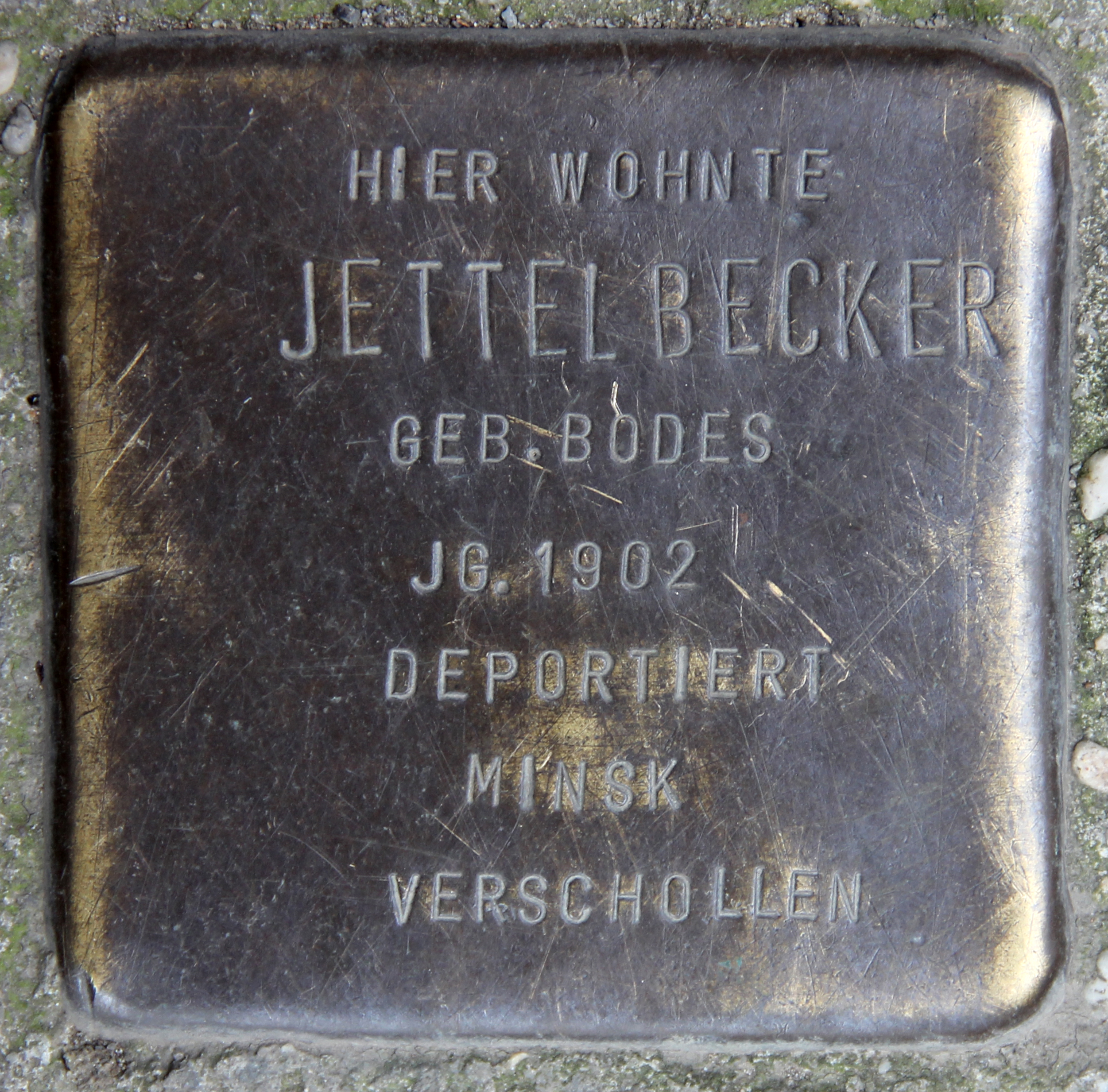
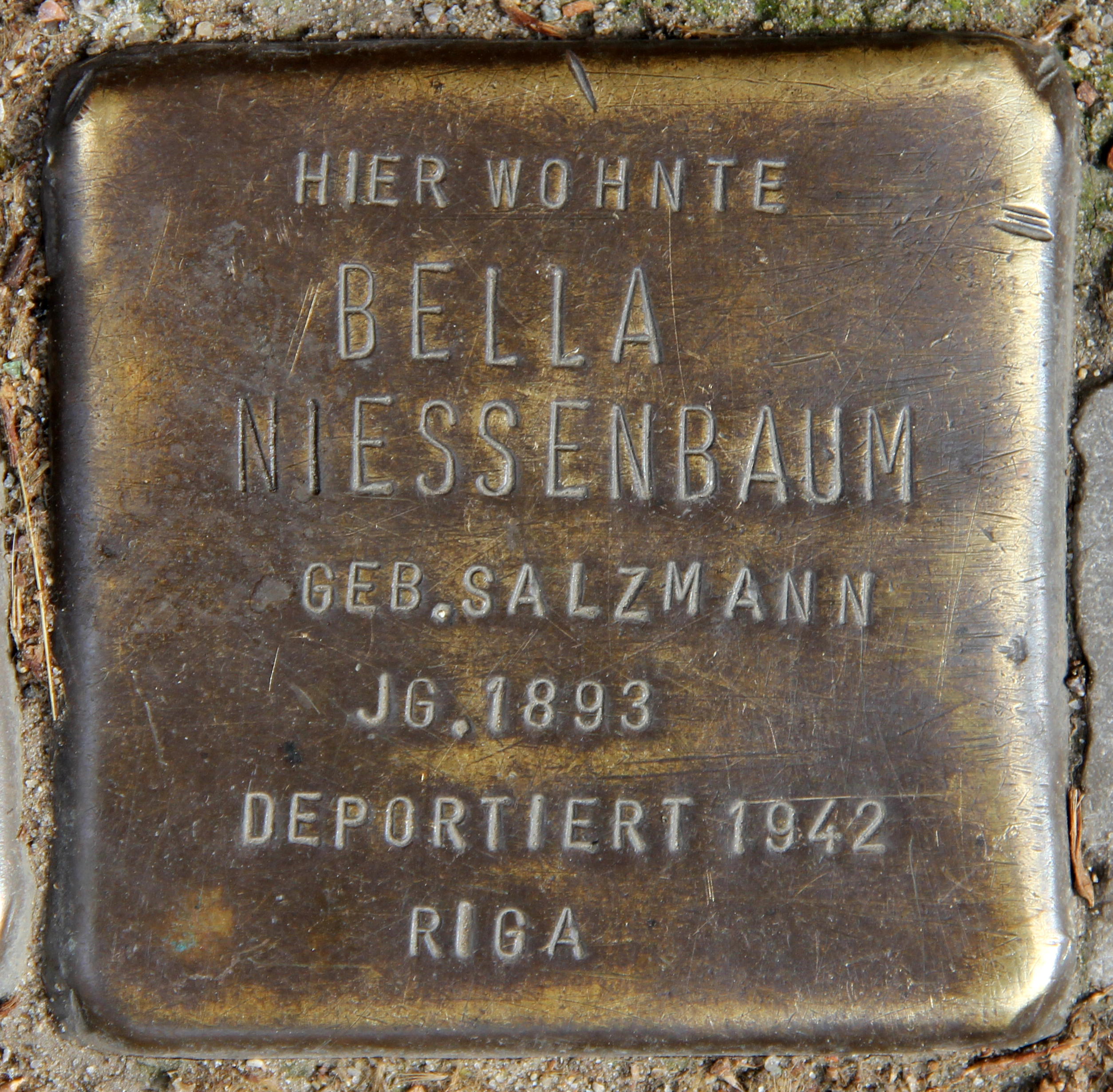
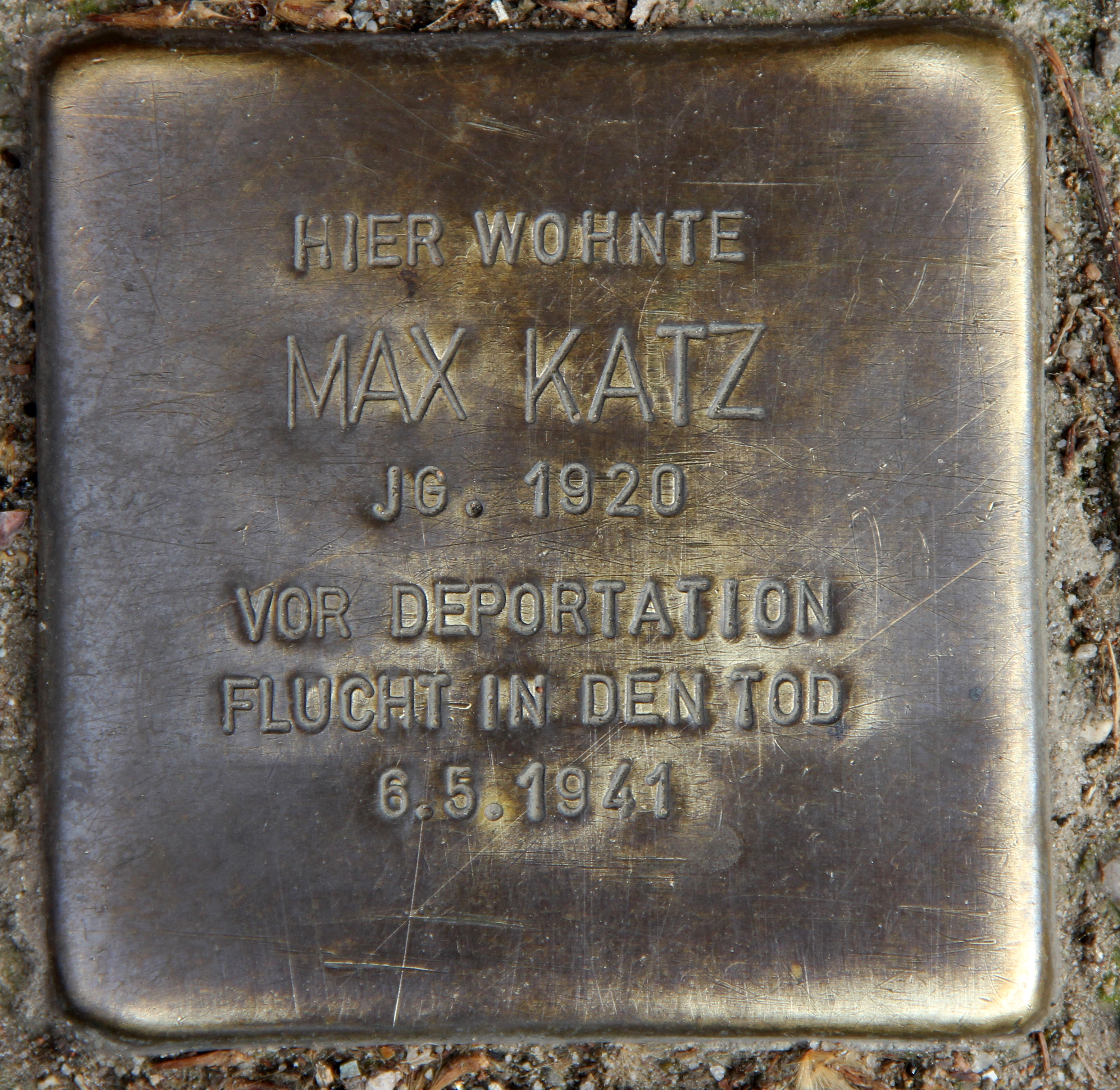
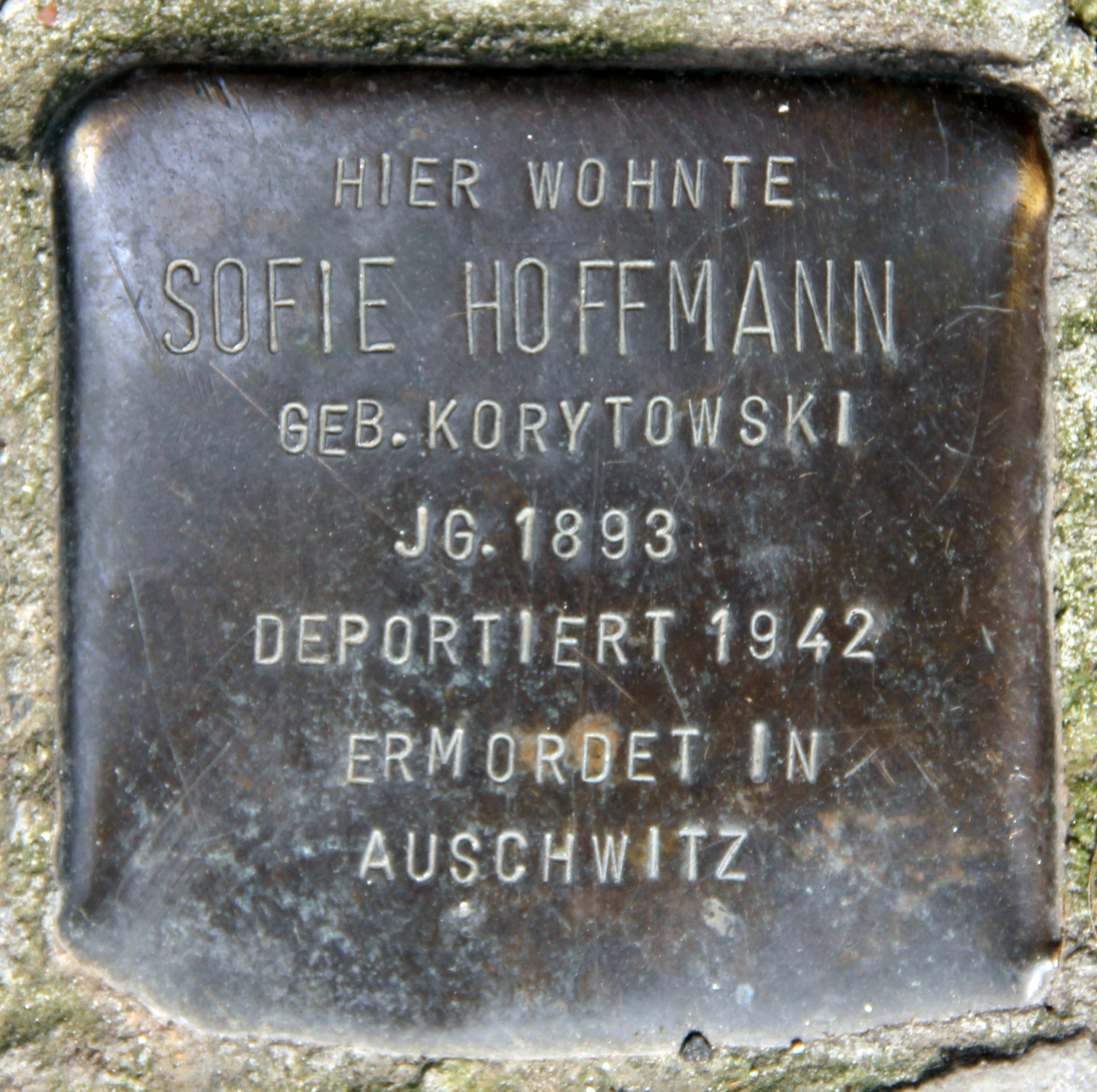
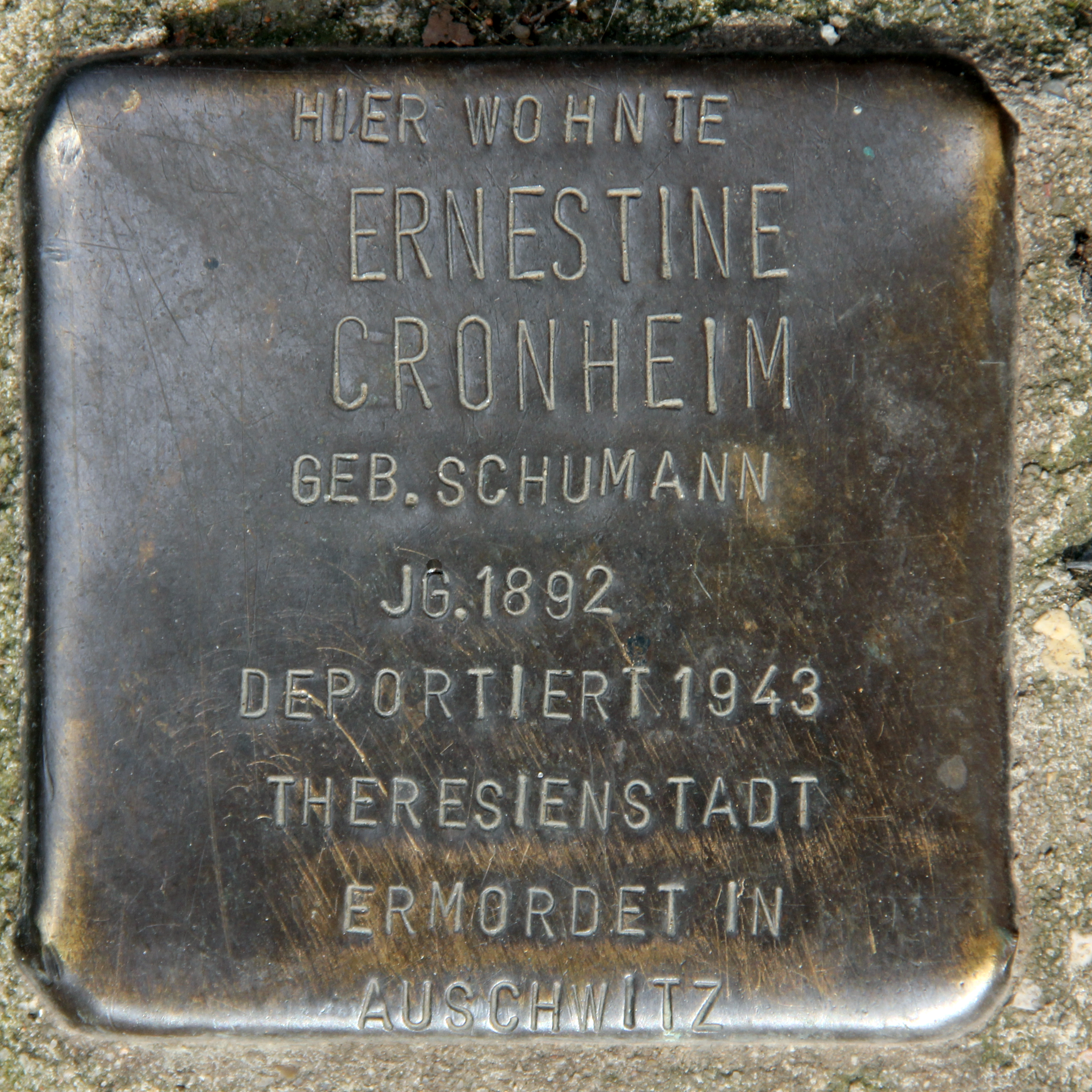
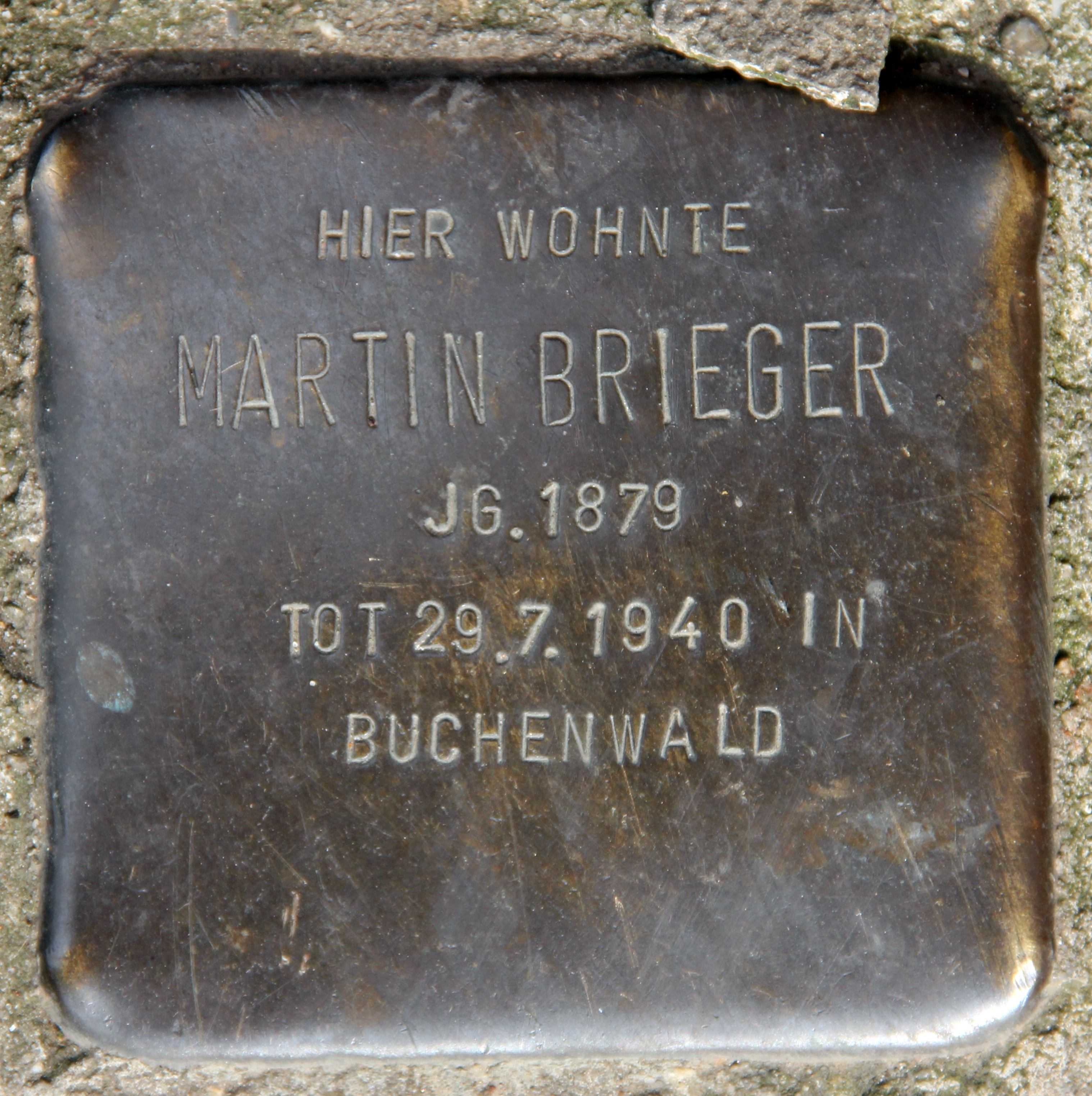
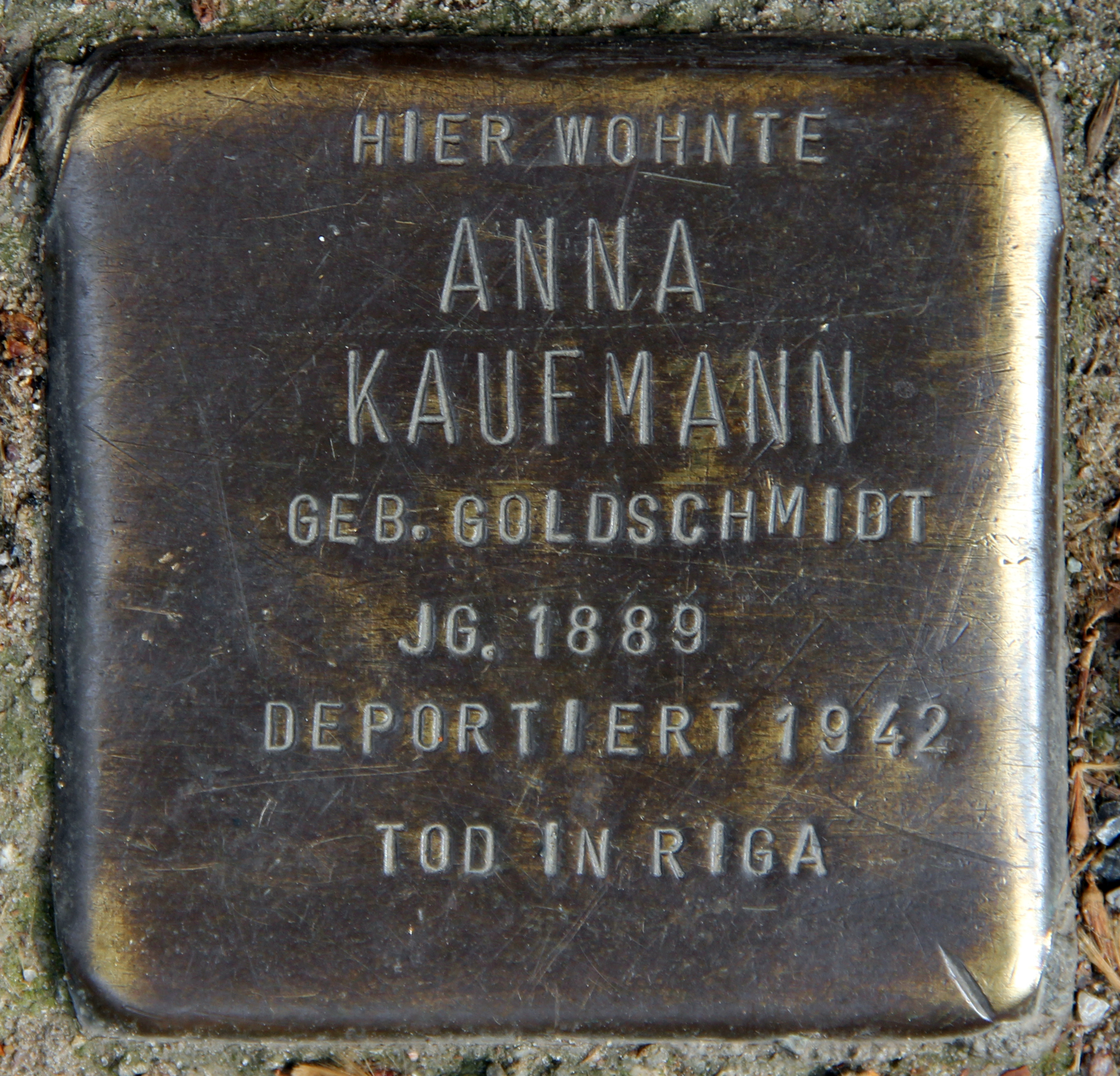